# 高原寿一
髙原 寿一（たかはら じゅいち）は、日本の元外交官。日本政府代表、東京都知事本局儀典長、駐チュニジア特命全権大使、駐セルビア特命全権大使を歴任した。

## 人物・経歴
京都府出身。京都大学法学部卒業。1977年外務省入省。外務省総合外交政策局科学原子力課長、外務省経済局総務参事官、外務省大臣官房参事官等を歴任。
2000年2月国際連合行財政問題諮問委員会委員に就任。外務省中東アフリカ局審議官を務めていた2005年には、イスラエルおよびパレスチナ自治政府で日本政府調査団団長を務め、パレスチナ経済自立化支援の調査を行った。
駐フランス特命全権公使、博覧会国際事務局総会日本政府代表を経て、2010年から石原慎太郎東京都知事の下、東京都知事本局儀典長を務めた。2012年駐チュニジア特命全権大使に就任。バルド国立博物館での銃乱射事件では現地対策本部長を務めた。
2015年5月、セルビア国駐箚特命全権大使に就任。
2017年11月、同国駐箚特命全権大使を退任。

## 同期
- 秋元義孝（10年儀典長・大使）
- 佐野利男（10年駐デンマーク大使・08年軍縮不拡散・科学部長）
- 鈴木敏郎（12年中東・北アフリカ諸国情勢担当大使・10年駐シリア大使・08年中東アフリカ局長）
- 梅本和義（11年駐スイス大使・08年北米局長）
- 長崎輝章（10年駐グアテマラ大使）
- 太田清和（10年シアトル総領事）
- 佐藤悟（11年駐スペイン大使・10年外務報道官・08年中南米局長）
- 小寺次郎（10年欧州局長・08年国際情報統括官）
- 八木毅（10年経済局長）
- 長嶺安政（10年国際法局長）
- 深田博史（10年駐セネガル大使・08年領事局長）
- 角茂樹（11年駐バーレーン大使・08年国連大使）
- 井上進（11年駐コートジボワール大使）
- 小池政行（日本赤十字看護大学教授）
- 佐渡島志郎（11年駐バングラデシュ大使・10年国際協力局長）
- 花田吉隆（11年駐東ティモール大使）
- 杉山晋輔（11年アジア大洋州局長・08年地球規模課題審議官）
- 川田司（11年駐アルジェリア大使・10年領事局長）
- 手塚義雅（12年駐トリニダード・トバゴ大使）